# Traktar Mińsk
Traktar Mińsk (biał. ФК «Трактар» Мінск) – białoruski klub piłkarski, mający siedzibę w stolicy kraju, mieście Mińsk, działający w latach 1946—2001.

## Historia
Chronologia nazw:
- 1946: Traktar Mińsk (biał. ФК «Трактар» (Мінск))
- 1948: Traktar-MTZ Mińsk (biał. ФК «Трактар-МТЗ» (Мінск))
- 1949: Tarpieda-MTZ Mińsk (biał. ФК «Тарпеда-МТЗ» (Мінск))
- 1958: MTZ Mińsk (biał. ФК «МТЗ» (Мінск))
- 1960: Traktar Mińsk (biał. ФК «Трактар» (Мінск))
- 2002: klub rozwiązany – po fuzji z klubem Pracounyja Rezierwy-RIPA Mińsk

Klub piłkarski Traktar został założony w Mińsku w 1946 roku w czasie budowy Mińskiej Fabryki Traktorów (biał. МТЗ - Мінскі трактарны завод). Najpierw jego członkami byli niemieccy jeńcy wojenni, a później personel fabryki. Początkowo rozgrywał mecze towarzyskie, a w 1948 jako Traktar-MTZ startował w pierwszej lidze mistrzostw Białoruskiej SRR, zdobywając tytuł mistrzowski. Rok później klub zmienił nazwę na Tarpieda-MTZ i ponownie został mistrzem Białoruskiej SRR. W 1958 skrócił nazwę do MTZ i zdobył Puchar Białoruskiej SRR. W 1959 w mistrzostwach uczestniczyły drużyny rejonowe, a nie kluby. W 1960 klub wrócił do pierwotnej nazwy Traktar i przez dwa lata był finalistą Pucharu Białoruskiej SRR. W 1962 ponownie startował w pierwszej lidze, w której występował bez większych sukcesów do 1988 roku. Najwyższe osiągnięcie, to trzecie miejsce w 1984 i 1985. W końcowej klasyfikacji 1991 roku klub zajął 13.miejsce w podgrupie II drugiej ligi mistrzostw Białoruskiej SRR.
Po uzyskaniu w 1992 niepodległości przez Białoruś klub zmienił status z amatorskiego na profesjonalny i debiutował w rozgrywkach Treciaj lihi (D3) Mistrzostw Białorusi, zajmując 5.miejsce. przed rozpoczęciem sezonu 1994/95 klub zrezygnował z dalszych występów na poziomie profesjonalnym. W sezonie 1998 zespół wrócił do trzeciej ligi, która w międzyczasie zmieniła nazwę na Druhaja liha, zajmując trzecie miejsce, a w 1999 odniósł zwycięstwo w podgrupie A i awansował do Pierwszaj lihi (D2). Debiut na drugim poziomie był nieudanym, po zajęciu 13.miejsca wśród 16 zespołów spadł z powrotem do Druhaj lihi. Sezon 2001 zakończył na 11.pozycji w trzeciej lidze. W 2002 połączył się z klubem Republikańskiego Instytutu Profesjonalnej Edukacji (Pracounyja Rezierwy-RIPA Mińsk) i przyjął nazwę MTZ-RIPA (biał. МТЗ-РІПА: Мінскі трактарны завод - Рэспубліканскі інстытут прафэсійнай адукацыі).

## Barwy klubowe, strój, herb, hymn
|  |  |

Klub ma barwy czarno-białe. Piłkarze domowe spotkania zazwyczaj grają w białych koszulkach, czarnych spodenkach oraz białych getrach.

## Sukcesy

### Trofea międzynarodowe
Do chwili obecnej klub jeszcze nigdy nie zakwalifikował się do rozgrywek europejskich.

### Trofea krajowe
Białoruś
| \| \| Zdobyte trofea w rozgrywkach Białorusi (stan na: 31-05-2021) \| |                                                              |      |               |
| Rozgrywki                                                             | Osiągnięcie                                                  | Razy | Sezon(y)      |
| Mistrzostwo                                                           | I miejsce                                                    | 0    |               |
| Mistrzostwo                                                           | II miejsce                                                   | 0    |               |
| Mistrzostwo                                                           | III miejsce                                                  | 0    |               |
| Puchar                                                                | zdobywca                                                     | 0    |               |
| Puchar                                                                | finalista                                                    | 0    |               |
| Puchar                                                                | 1/32 finału                                                  | 2    | 1992, 2000/01 |
| II liga                                                               | I miejsce                                                    | 0    |               |
| II liga                                                               | II miejsce                                                   | 0    |               |
| II liga                                                               | III miejsce                                                  | 0    |               |
| II liga                                                               | 13.miejsce                                                   | 1    | 2000/01       |
| Białoruś                                                              | Zdobyte trofea w rozgrywkach Białorusi (stan na: 31-05-2021) |      |               |

- Druhaja liha: (D3)
  - mistrz (1x): 1998/99 (podgrupa A)
  - 3.miejsce (1x): 1997/98 (podgrupa A)

ZSRR
| \| \| Zdobyte trofea w rozgrywkach Związku Radzieckiego (stan na: 31-12-1991) \| |                                                                         |      |          |
| Rozgrywki                                                                        | Osiągnięcie                                                             | Razy | Sezon(y) |
| Mistrzostwo                                                                      | I miejsce                                                               | 0    |          |
| Mistrzostwo                                                                      | II miejsce                                                              | 0    |          |
| Mistrzostwo                                                                      | III miejsce                                                             | 0    |          |
| Puchar                                                                           | zdobywca                                                                | 0    |          |
| Puchar                                                                           | finalista                                                               | 0    |          |
| II liga                                                                          | I miejsce                                                               | 0    |          |
| II liga                                                                          | II miejsce                                                              | 0    |          |
| II liga                                                                          | III miejsce                                                             | 0    |          |
|                                                                                  | Zdobyte trofea w rozgrywkach Związku Radzieckiego (stan na: 31-12-1991) |      |          |

- Mistrzostwa Białoruskiej SRR:
  - mistrz (2x): 1948, 1949
  - 3.miejsce (2x): 1984, 1985
- Puchar Białoruskiej SRR:
  - zdobywca (1x): 1958
  - finalista (2x): 1960, 1961

## Poszczególne sezony

### Rozgrywki międzynarodowe

#### Europejskie puchary
Nie uczestniczył w rozgrywkach europejskich.

### Rozgrywki krajowe
| \| Białoruś \| Bilans występów klubu w rozgrywkach piłkarskich Białorusi (Stan na 31 maja 2021 r.) \| \| |                                                                                     |        |       |   |   |   |    |    |     |                               |        |        |      |
| Poziom                                                                                                   | Rozgrywki                                                                           | Sezony | Mecze | Z | R | P | B+ | B– | Pkt | Lata                          | Awanse | Spadki | Naj. |
| I | Wyszejszaja liga                                                                    | 0      |       |   |   |   |    |    |     |                               | 0      | 0      |      |
| II | Pierszaja liha                                                                      | 1      |       |   |   |   |    |    |     | 1999/00                       | 0      | 1      | 13   |
| III | Treciaja liha / Druhaja liha                                                        | 6      |       |   |   |   |    |    |     | 1992–1994, 1998–1999, 2000/01 | 1      | 1      | 1    |
| | Puchar Białorusi                                                                    | 2      |       |   |   |   |    |    |     | 1992, 2000/01                 | 0      | 0      | 1/32 |
| Białoruś                                                                                                 | Bilans występów klubu w rozgrywkach piłkarskich Białorusi (Stan na 31 maja 2021 r.) |        |       |   |   |   |    |    |     |                               |        |        |      |

## Struktura klubu

### Stadion
Klub piłkarski rozgrywa swoje mecze domowe na stadionie Traktar w Mińsku, który może pomieścić 17.600 widzów.

## Kibice i rywalizacja z innymi klubami

### Derby
- Arbita Mińsk
- Budaunik Mińsk
- Charczawik Mińsk
- Dynama Mińsk
- FSzM Mińsk
- Lakamatyu Mińsk
- Mator Mińsk
- Mietrabud Mińsk
- SKA Mińsk
- SKIF Mińsk
- Spartak Mińsk
- Sputnik Mińsk
- Tarpieda Mińsk
- Uradżaj Mińsk